# Pseudomicippe algatecta
Pseudomicippe algatecta is een krabbensoort uit de familie van de Majidae. De wetenschappelijke naam van de soort is voor het eerst geldig gepubliceerd in 1881 door Sluiter.